# Roberto Chiti (critico)
Roberto Chiti (Genova, 1926 – Genova, 8 agosto 1998) è stato un critico cinematografico e storico del cinema italiano.

## Biografia
Iniziò la carriera di critico cinematografico sul Corriere Mercantile insieme a Claudio Giorgio Fava, per passare in seguito a un altro quotidiano genovese, Il Lavoro, affiancando Tullio Cicciarelli. È stato collaboratore dell'Enciclopedia dello Spettacolo e ha tenuto rubriche su Bianco e Nero e la Rivista del Cinematografo.
Storico del cinema, per oltre mezzo secolo ha schedato titoli di testa e di coda dei film, nonché informazioni riguardanti film, registi e attori.
Nel 1991, insieme al bolognese Roberto Poppi pubblica nell'ambito del Dizionario del cinema italiano i film del periodo 1945-1959, e due anni dopo, insieme con Enrico Lancia, i film del periodo dal 1930 al 1944. Sempre per quella collana pubblica molte biografie e filmografie di attori e attrici, ma non tralascia pubblicazioni più particolari e specialistiche.
Il suo ultimo lavoro fu il Dizionario dei registi del cinema muto italiano, in cui si ricostruiscono biografie e filmografie di quasi 400 registi.
È deceduto nel 1998 a 72 anni. Il suo fondo bibliotecario è oggi conservato presso il Civico museo biblioteca dell'attore della sua città natale.

## Opere
- Dizionario del cinema italiano. I film dal 1945 al 1959, con Roberto Poppi, Gremese Editore, Roma (1991, seconda edizione aggiornata 2007)
- Dizionario del cinema italiano. I film dal 1930 al 1944, con Enrico Lancia, Gremese Editore, Roma (1993; la seconda edizione del 2005 venne aggiornata soltanto da Lancia)
- Enciclopedia del cinema e della TV di ieri e di oggi in Liguria (1896-1993) Edizioni del Museo internazionale del cinema e dello spettacolo, Roma (1993)
- Dizionario dei registi del cinema muto italiano, Edizioni del Museo internazionale del cinema e dello spettacolo, Roma